# Àlgebra de Virasoro
En matemàtiques, l'àlgebra de Virasoro (anomenada així pel físic Miguel Ángel Virasoro) és una àlgebra de Lie complexa i l'extensió central única de l'àlgebra de Witt. S'utilitza àmpliament en la teoria de camps conformals bidimensionals i en la teoria de cordes.

## Definició
L'àlgebra de Virasoro està abastada pels generadors Ln per n ∈ ℤ i la càrrega central c. Aquests generadors satisfan {\displaystyle [c,L_{n}]=0} i
| {\displaystyle [L_{m},L_{n}]=(m-n)L_{m+n}+{\frac {c}{12}}(m^{3}-m)\delta _{m+n,0}.} |El factor de {\displaystyle 1/12} és només una qüestió de convenció. Per a una derivació de l'àlgebra com a extensió central única de l'àlgebra de Witt, vegeu la derivació de l'àlgebra de Virasoro.
L'àlgebra de Virasoro té una presentació en termes de dos generadors (per exemple L 3 i L −2 ) i sis relacions.

## Aplicacions

### Teoria de camps conformals
En dues dimensions, l'àlgebra de les transformacions conformals locals està feta de dues còpies de l'àlgebra de Witt. Es dedueix que l'àlgebra de simetria de la teoria de camps conformals bidimensionals és l'àlgebra de Virasoro. Tècnicament, l'enfocament d'arrencada conformal a CFT bidimensional es basa en els blocs conformals de Virasoro, funcions especials que inclouen i generalitzen els caràcters de les representacions de l'àlgebra de Virasoro.

### Teoria de cordes
Com que l'àlgebra de Virasoro comprèn els generadors del grup conformal de la fulla del món, el tensor d'esforços de la teoria de cordes obeeix a les relacions de commutació de (dues còpies de) l'àlgebra de Virasoro. Això es deu al fet que el grup conformal es descompon en difeomorfismes separats dels cons de llum anterior i posterior. La invariància de difeomorfisme de la fulla mundial implica, a més, que el tensor de tensió s'esvaeix. Això es coneix com la restricció de Virasoro, i en la teoria quàntica, no es pot aplicar a tots els estats de la teoria, sinó només als estats físics (compareu amb el formalisme de Gupta-Bleuler).